# PA-RISC

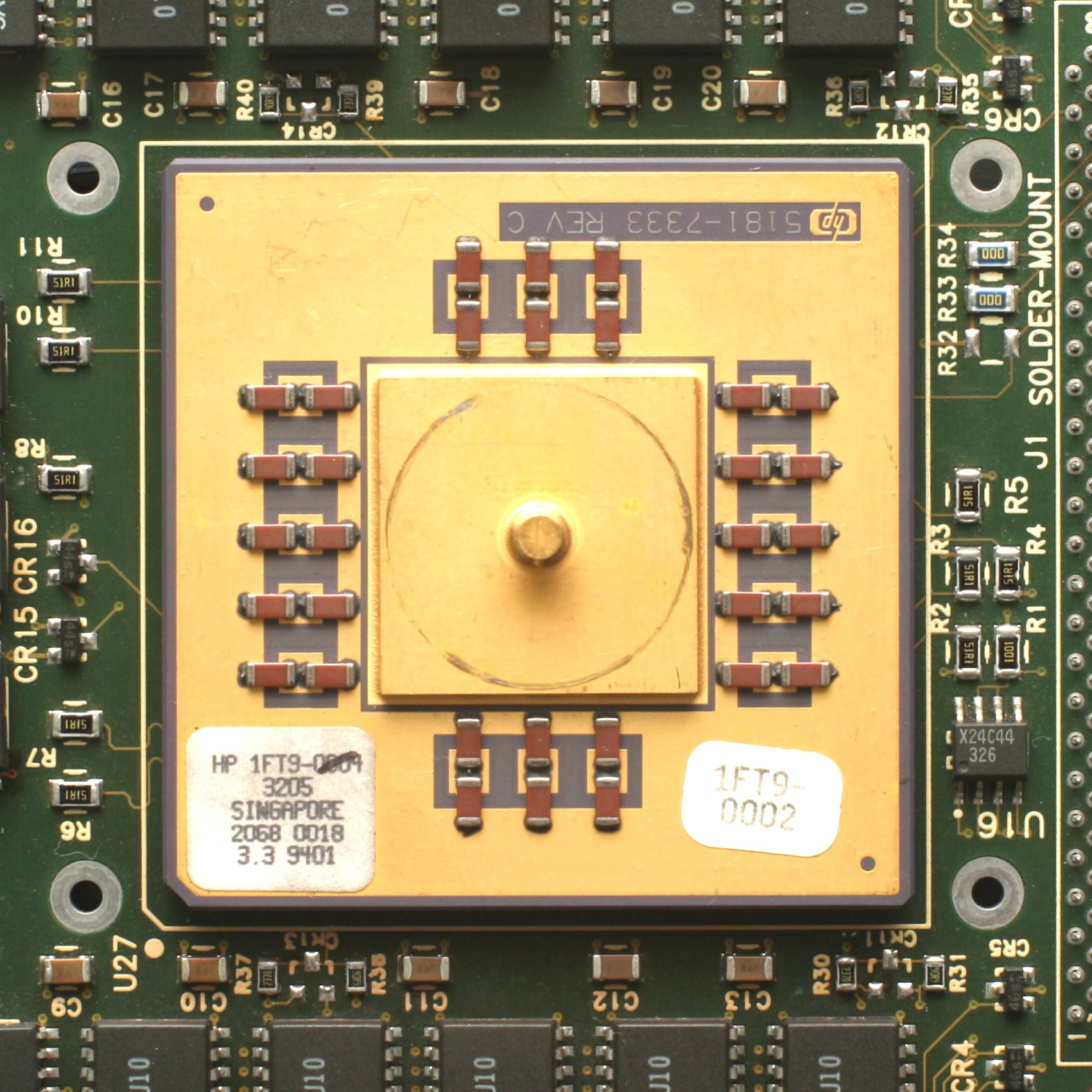
Processeur HP PA-RISC 7150 (1995).

PA-RISC est un type de microprocesseur utilisé dans des stations de travail de la société Hewlett-Packard. Cette technologie a été introduite le 26 février 1986.

## Description
Son nom vient du type de l’architecture choisie : RISC, et PA désigne « Precision-Architecture ».
L’architecture PA-RISC est le résultat des recherches concernant le développement du premier processeur 32 bits au monde, le Focus. Cette architecture propose un jeu d’instructions complet permettant d’optimiser la gestion du pipeline lors de la compilation. On peut ainsi la considérer comme une première approche du VLIW et, plus tard, de l’architecture EPIC proposée dans l’Itanium d’Intel.
Le PA-RISC fut le processeur destiné à remplacer les vieilles générations 16 bits sur les serveurs de la série HP 3000 ainsi que les processeurs de type Motorola 680x0 sur les stations de travail et serveurs Unix d’HP. Il est dans la parfaite lignée des processeurs RISC.

## Modèles
Une des technologies utilisée dans une version du PA-RISC, le PA-7100 est destinée à accélérer les traitements pour les applications multimédia et constitue une ébauche de ce que fera ensuite Intel avec sa technologie MMX.
Le dernier processeur de cette lignée est le PA-8900, sorti en 2005.